# Pallacanestro Reggiana
O Pallacanestro Reggiana, também conhecido como UNAHOTELS Reggio Emilia por motivos de patrocinadores, é um clube profissional situado na cidade de Régio da Emília, Emília-Romanha, Itália que atualmente disputa a Liga Italiana. Foi fundado em 1974 e manda seus jogos na PalaBigi com capacidade para 3500 espectadores.

## Patrocinadores
Através dos anos o Pallacanestro Varesse possuiu diversas denominações em referência ao seu patrocinador principal:
- Magazzini Jolly Reggio Emilia (1974–1977)
- Cantine Riunite Reggio Emilia (1977–1990)
- Sidis Reggio Emilia (1990–1993)
- Ceramica Campeginese Reggio Emilia (1993–1994)
- Metasystem Reggio Emilia (1994–1995)
- Pallacanestro Reggiana (1995–1996)
- CFM Reggio Emilia (1996–1998)
- Zucchetti Reggio Emilia (1998–1999)
- Bipop Carire Reggio Emilia (1999–2007)
  - Landi Renzo [European competition] (2005–06)
- Trenkwalder Reggio Emilia (2007–13)
- Grissin Bon Reggio Emilia (2013–2020)
- UNAHOTELS Reggio Emilia (2020-presente)

## Títulos

### Competições Domésticas
- LegaDue
  - Campeões: 2004, 2012
- Copa Lega Due
  - Campeões: 2012
- Serie A
  - Finalista: 2015
- Supercopa da Itália
  - Campeões: 2015
- Copa da Itália
  - Finalista: 2005
- Campeonato Italiano Sub20
  - Campeões: 2003
  - Finalista: 2016
- Campeonato Italiano Sub21
  - Campeão: 2007

### Competições Europeias
- EuroChallenge
  - Campeões: 2014

## Temporada por Temporada
| Temporada | Competições Domésticas | Competições Domésticas | Competições Domésticas | Competições Domésticas | Copas Domésticas | Copas Domésticas  | Competições Europeias | Competições Europeias |
| Temporada | Nível                  | Liga                   | Pos.                   | Pós Temporada          | Nível            | Resultado         | Liga                  | Resultado             |
| --------- | ---------------------- | ---------------------- | ---------------------- | ---------------------- | ---------------- | ----------------- | --------------------- | --------------------- |
| 2003–04   | 2                      | LegaDue                | 1                      | DNP                    | –                | –                 |                       |                       |
| 2004–05   | 1                      | Serie A                | 13                     | –                      | 1                | Finalista         |                       |                       |
| 2005–06   | 1                      | Serie A                | 11                     | –                      | –                | 2                 | QF                    |                       |
| 2006–07   | 1                      | Serie A                | 17                     | Rebaixado              | –                | –                 |                       |                       |
| 2007–08   | 2                      | LegaDue                | 4                      | Semifinalista          | –                | –                 |                       |                       |
| 2008–09   | 2                      | LegaDue                | 14                     | –                      | –                | –                 |                       |                       |
| 2009–10   | 2                      | LegaDue                | 5                      | Semifinalista          | 2                | Semifinalista     |                       |                       |
| 2010–11   | 2                      | LegaDue                | 13                     | –                      | –                | –                 |                       |                       |
| 2011–12   | 2                      | LegaDue                | 1                      | DNP                    | 2                | Quartas de Final  |                       |                       |
| 2012–13   | 1                      | Serie A                | 6                      | Quarterfinalist        | 1                | Quartas de Final  |                       |                       |
| 2013–14   | 1                      | Serie A                | 7                      | Quarterfinalist        | 1                | Semifinalista     | EuroChallenge         | Campeão               |
| 2014–15   | 1                      | Serie A                | 3                      | Finalista              | 1                | Semifinalista     | ULEB Cup              | 1GS                   |
| 2015–16   | 1                      | Serie A                | 2                      |                        | 1                | Quartas de Final  | ULEB Cup              | 2GS                   |
| 2016-17   | 1                      | Serie A                |                        |                        |                  |                   |                       |                       |
| 2017-18   | 1                      | Serie A                | 12                     |                        |                  |                   | 2 EuroCopa            | Semifinais            |
| 2018-19   | 1                      | Serie A                | 13                     |                        |                  |                   |                       |                       |
| 2019-20   | 1                      | Serie A                |                        |                        |                  |                   |                       |                       |
| 2020-21   | 1                      | Serie A                | 11                     |                        |                  |                   | 4 Copa Europa         | QF                    |
| 2021-22   | 1                      | Serie A                | 7                      | Quartas de finais      |                  |                   |                       |                       |
| 2022-23   | 1                      | Serie A                | 14                     |                        |                  |                   | 3 Liga dos Campeões   | TR                    |
| 2023-24   | 1                      | Serie A                | 5                      | Quartas de finas       | 1                | Semifinais        |                       |                       |
| 2024-25   | 1                      | Serie A                | 7                      | Quartas de finais      | 1                | Quartas de finais | 3 Liga dos Campeões   | QF                    |

## Jogadores Notáveis

### Salão da Fama
Os seguintes basquetebolistas figuram no Salão da Fama do Clube:
- Piero Montecchi 5 temporadas: '82-'87
- Gianluca Basile 4 temporadas: '95-'99
- Joe Bryant 2 temporadas: '89-'91
- Mike Mitchell 7 temporadas: '92-'99
- Bob Morse 2 temporadas: '84-'86
- Pino Brumatti 4 temporadas: '83-'87

### Outros Jogadores Notáveis
| Anos 2010 - Darjuš Lavrinovič 2 temporadas: '14-presente - Rimantas Kaukėnas 3 temporadas: '13-presente - James White 1 temporadas: '13-'14 - Andrea Cinciarini 3 temporadas: '12-'15 - Greg Brunner 2 temporadas: '12-'14 - Michele Antonutti 2 temporadas: '12-'14 - Donell Taylor 2 & 1/2 temporadas: '11-'13-'14 - Troy Bell 1 & 1/2 temporadas: '11, '13-'14 - Dawan Robinson 1 & 1/2 temporadas: '11, '12-'13 - Demian Filloy 2 & 1/2 temporadas: '09, '11-'12, '12-'13 Anos 2000 - Donatas Slanina 4 temporadas: '09-'13 - Nicolò Melli 3 temporadas: '07-'10 - Ricky Minard 2 temporadas: '05-'07 - Terrell McIntyre 1 temporadas: '05-'06 - Angelo Gigli 3 & 1/2 temporadas: '03-'06, '14 - Kiwane Garris 2 temporadas: '03-'05 - Stefano Rusconi 1 temporadas: '02-'03 - Alvin Young 5 temporadas: '01-'04, '07-'09 - Marco Mordente 4 temporadas: '00-'01, '02-'05 - Luca Infante 6 temporadas: '00-'02, '05-07', 07'-09' - Kris Clack 2 temporadas: '00-'02 - Sandro Dell'Agnello 2 temporadas: '00-'02 | Anos 1990 - Roberto Chiacig 1 & 1/2 temporadas: '99, 11'-12' - Boris Gorenc 1/2 temporadas: '99-'00 - Tracy Moore 2 temporadas: '98-'00 - Yann Bonato 1 temporadas: '98-'99 - Marcelo Damião 4 temporadas: '97-'98, '99-'00, '03-'05 - Chris Jent 2 temporadas: '97-'98, '00-'01 - Diego Pastori 3 temporadas: '96-'99 - Pace Mannion 1 temporada: '96-'97 - Massimiliano Aldi 2 temporadas: '95-'97 - Tony Brown 2 temporadas: '92-'94 - Vincent Askew 1/2 temporadas: '92 - Tony Massenburg 1/2 temporadas: '92 | Anos 1980 - Joe Bryant 2 temporadas: 89'-90', 90'-91' - Kannard Johnson 1 temporada: '88-'89 - David Londero 8 temporadas: '87-'95 - Dale Solomon 3 temporadas: '87-'89, '91-'92 - Giovanni Grattoni 5 temporadas: '85-'90 - Roosevelt Bouie 7 temporadas: '82-'89 - Rudy Hackett 2 temporadas: '82-'84 - Orazio Rustichelli 9 temporadas: '80-'89 Anos 1970 - Gianni Codeluppi 5 temporadas: '77-'82 |